# Enric d'Orleans (1933-2019)
Enric d'Orleans (francès: Henri d'Orléans)  (Woluwe-Saint-Pierre, 14 de juny de 1933 - 8è districte de París, 21 de gener de 2019), va ser un aristòcrata francès, pretendent al tron de França per la dinastia reial dels Orleans amb el nom d'Enric VII de França.
Enric d'Orleans era fill del comte de París, Enric d'Orleans i d'Isabel d'Orleans-Bragança, princesa del Brasil tenia onze germans, destacant Diana d'Orleans, duquessa de Württemberg.
Va casar-se dues vegades; amb Maria Teresa de Württemberg, amb la que va tenir cinc fills de qui es va divorciar el 1984 i amb Micaela Cousiño y Quiñones de León, filla de Luis Cousiño Sebire i d'Antonia María Quiñones de León y Bañuelos, IV marquesa de San Carlos.
Des de la mort del seu pare el 1998, va ser pretendent al tron francès i va mantenir una dura rivalitat amb el pretendent al tron per la dinastia borbona, Luis Alfonso de Borbón y Martínez-Bordiú, besnet d'Alfons XIII d'Espanya.
Durant anys estiuejà a Pollença amb la seva segona esposa.